# Снегири (Московская область)
Снегири́ — посёлок городского типа в городском округе Истра Московской области России. Вплоть до 1955 года название писалось Снигири́.
Население — 5468 чел. (2024).
Расположен на Волоколамском шоссе, к северо-западу от Дедовска, в 25 км от МКАД. Железнодорожная станция Снегири на линии Москва — Рига.

## История
В декабре 1941 года в Снегирях проходил рубеж, где были остановлены наступавшие на Москву немецкие войска. Немцы вошли в посёлок в ночь на 30 ноября 1941 года. 2 и 4 декабря они предпринимали атаку (в том числе, с участием танков) на деревню Ленино (ныне входит в состав поселка), но были отбиты советскими войсками. Нейтральная полоса составляла всего 50—70 метров. Контрнаступление советских войск началось утром 8 декабря, к вечеру населённый пункт был освобожден. В деревню Трухоловка, располагавшуюся в северной части современных Снегирей, вечером 8 декабря 1941 года вошел 258-й стрелковый полк 9-й гвардейской стрелковой дивизии под командованием полковника Михаила Афанасьевича Суханова. В результате тяжёлых боёв в окрестностях Снегирей погибло более 6500 человек.
Статус посёлка городского типа — с 1956 года.
Остатки боеприпасов находят и поныне — в 2008 году при строительстве была обнаружена и обезврежена сотрудниками МЧС боевая граната времен Великой Отечественной войны, а в 2009 году за деревней Ленино была найдена советская артиллерийская мина.
В 2025 году дачный посёлок преобразован в посёлок городского типа.

## Население
| 1959  | 1989  | 2002  | 2006  | 2007  | 2009  | 2010  | 2012  |
| ----- | ----- | ----- | ----- | ----- | ----- | ----- | ----- |
| 5256  | ↘4252 | ↘3494 | ↘3461 | ↘2980 | ↘2913 | ↗3177 | ↘3165 |
| 2013  | 2014  | 2015  | 2016  | 2017  | 2018  | 2019  | 2020  |
| ↘3156 | ↘3085 | ↘3074 | ↘3007 | ↘2972 | ↘2929 | ↘2848 | ↗2889 |
| 2021  | 2023  | 2024  |       |       |       |       |       |
| ↗5558 | ↘5513 | ↘5468 |       |       |       |       |       |

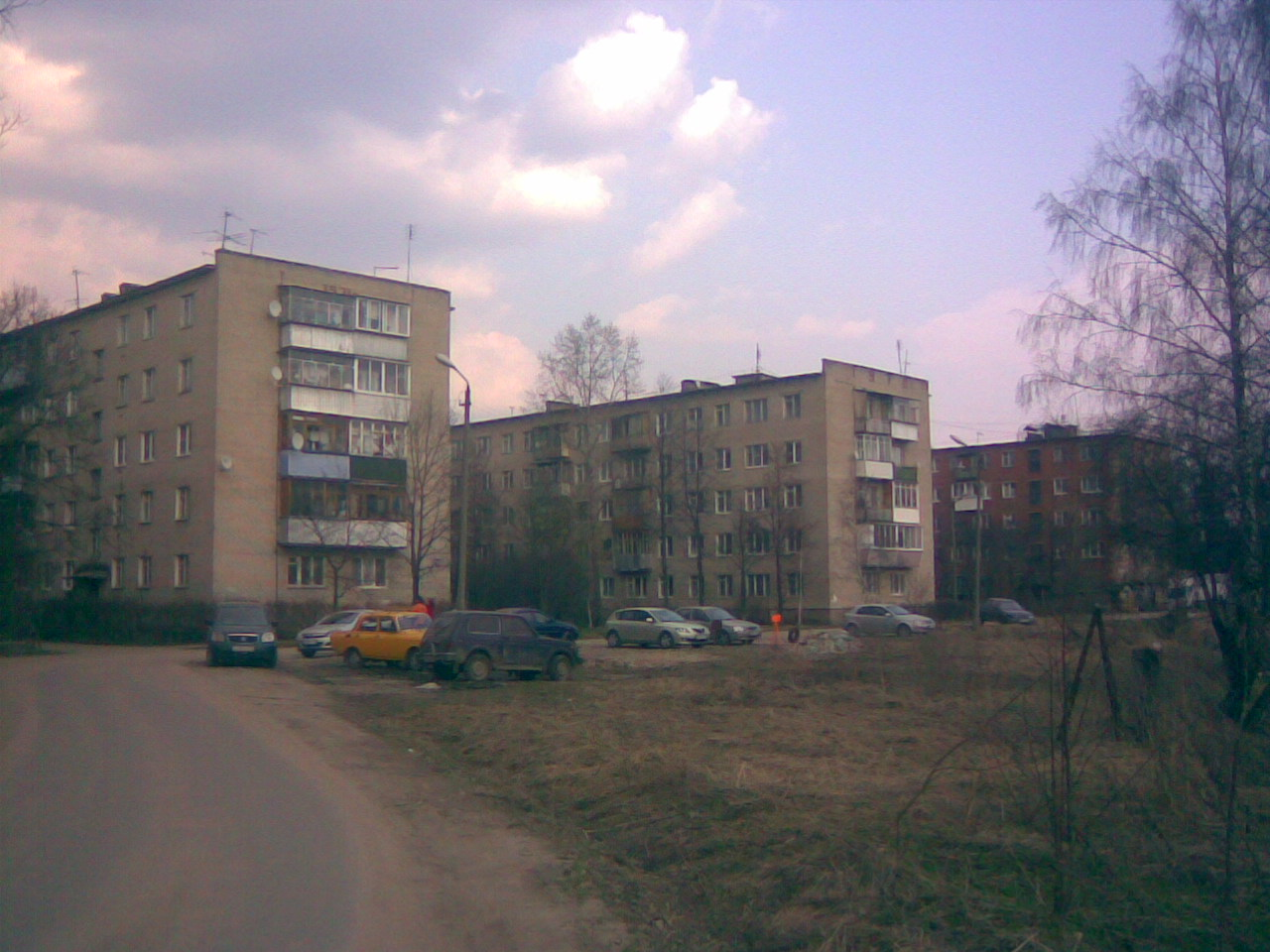
Многоквартирные дома в Снегирях

Количество частных домовладений в посёлке и на прилегающих к нему полях стремительно растёт с начала 1990-х годов.

## Экономика

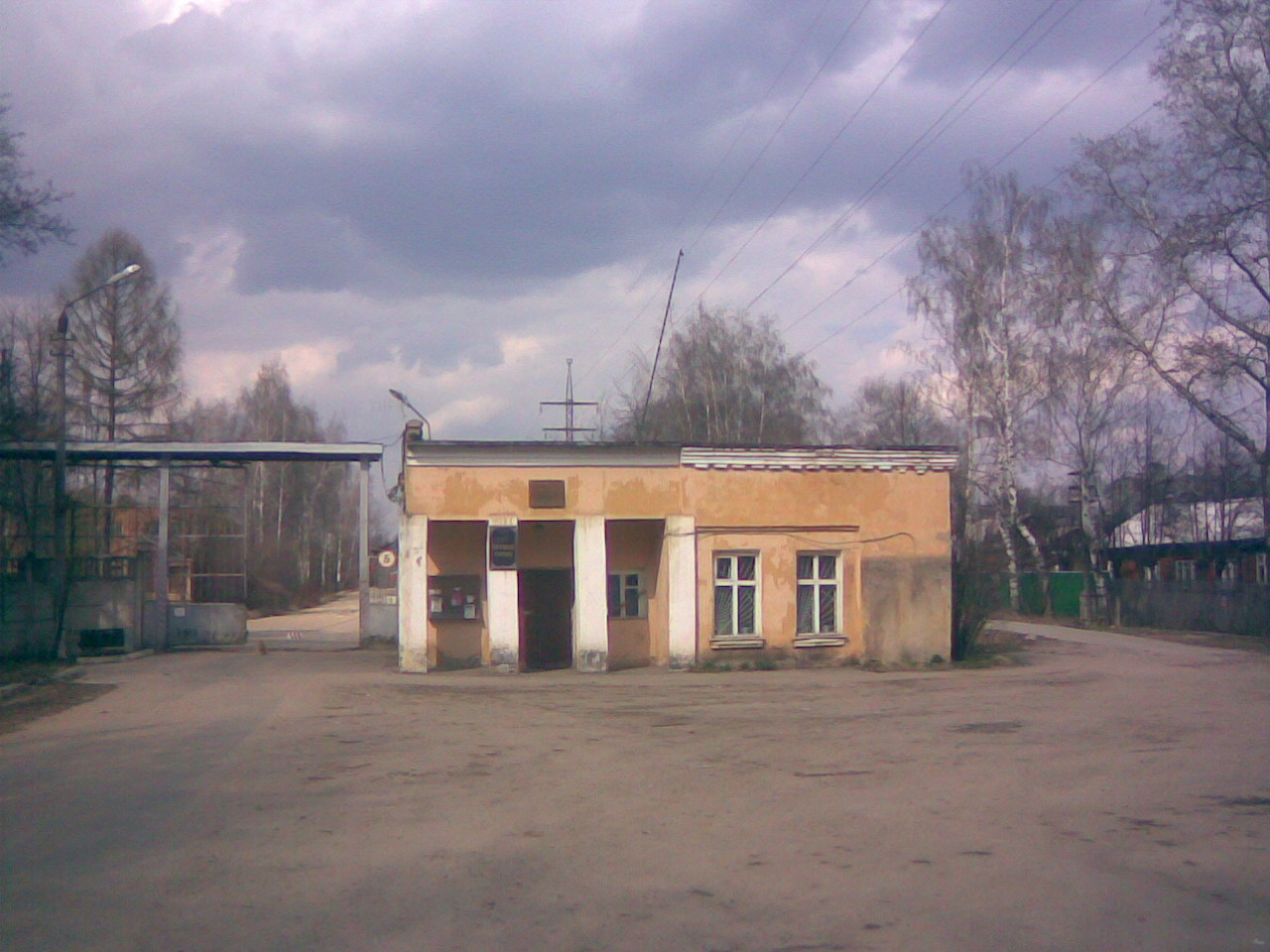
Проходная ОАО «Снегирёвские огнеупоры»

Градообразующее промышленное предприятие посёлка — завод «Снегирёвские огнеупоры» (производство шамотных, корундовых огнеупоров, теплоизоляционных материалов и изделий, тротуарной плитки, акриловых ванн, полимеров и пластмасс). Предприятие вступило в строй в 1928 году. С началом экономического кризиса 2000-х годов производство было остановлено, почти весь персонал уволен.
Государственное унитарное предприятие научно-экспериментальное хозяйство «Снегири» Главного ботанического сада Российской академии наук, расположенное на восточной окраине поселка, в конце 80-х — начале 90-х гг выращивало экзотический крупный рогатый скот — «зебу-коров». Это гибрид диких быков зебу, завозившихся из Ирана, Азербайджана, Индии и пёстрой русской коровы. В хозяйстве было 750 голов. 14 чистопородных быков-производителей некогда составляли основу генофонда стада. При скрещивании с ними русские «бурёнки» выдавали молоко рекордной жирности. Феноменальные результаты эксперимента в своё время экспонировались на ВДНХ. Нынешнее стадо на такие рекордные удои уже не способно, так как генофонд длительное время не пополнялся свежими зебу-производителями.
Инжиниринговая фирма «Политермо» — производство изделий из полимерных и композиционных материалов от изготовления простых мастер-моделей до разработки и производства крупногабаритных композиционных деталей сложной формы, в том числе компонент корпусов автомобилей, яхт, самолётов.
На сегодняшний день основу экономики поселка составляет розничная торговля.
Подавляющее большинство экономически активного населения ездит на работу в Москву.
В августе 2010 года вблизи посёлка, рядом с Рождествено, началось строительство жилого комплекса «Новые Снегири».

## Известные люди
Среди известных жителей — народные артисты Е. Максимова, В. Васильев, переехавшие в поселок в начале 1970-х
Лучшие дни жизни звездной пары русского балета прошли в поселке Снегири под Москвой, в доме рядом с кустами боярышника, старыми яблонями, соснами-великанами и тремя поколениями добрейших дачных овчарок. Васильев и Максимова всегда мечтали о собственном доме подальше от городской суеты, и вот в начале семидесятых они приехали на этот старый, заброшенный участок в Подмосковье
В дачном товариществе «Мастера искусств», расположенном в 4 км к югу от центра посёлка на берегу Истры, в разное время жили и работали деятели культуры, артисты театра, балета. В их числе И. С. Козловский, Л. Максакова, М. Максакова, А. Кторов, Марк Рейзен, Арам Хачатурян, Родион Щедрин и Майя Плисецкая.
В доме отдыха «Снегири», расположенном на территории бывшего поместья графа Кутайсова в 3 км к югу от центра посёлка, постоянно проживают действующие российские политики, в том числе Г. Зюганов. На территории дома отдыха жил на даче, и там же был убит в 1995 году известный российский бизнесмен, президент Югорского банка Олег Кантор.
В окрестностях Снегирей, по соседству с дачей И. С. Козловского, осуществлялись съёмки фильма Леонида Гайдая «Пёс Барбос и необычный кросс» (1961).

## Достопримечательности
- Ленино-Снегирёвский военно-исторический музей